# فروشگاه تخفیفی

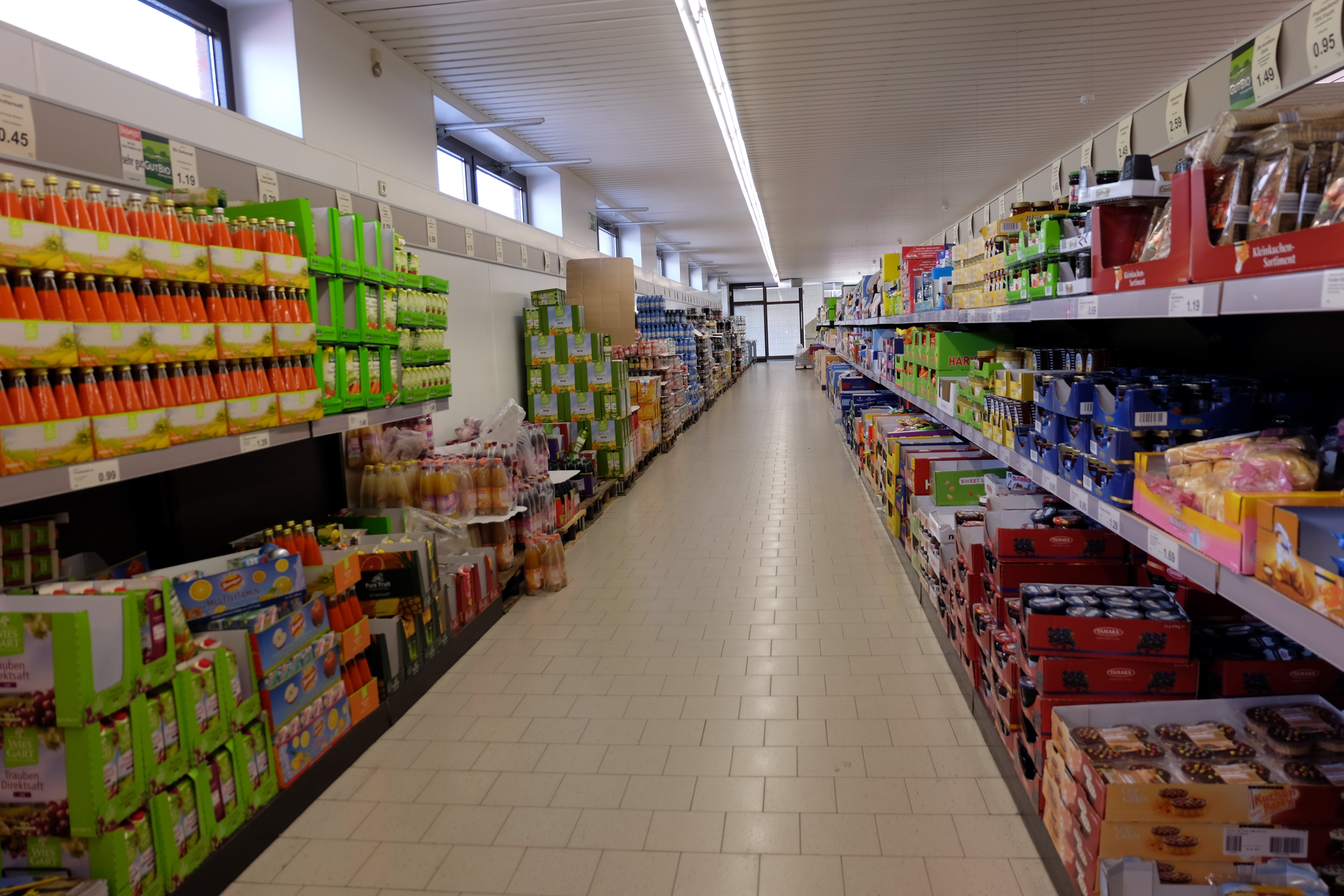
شعبه آلدی. در تصویر دیده می‌شود که اجناس بخاطر صرفه جویی زمان در جعبه داخل قفسه‌ها قرار می‌گیرند

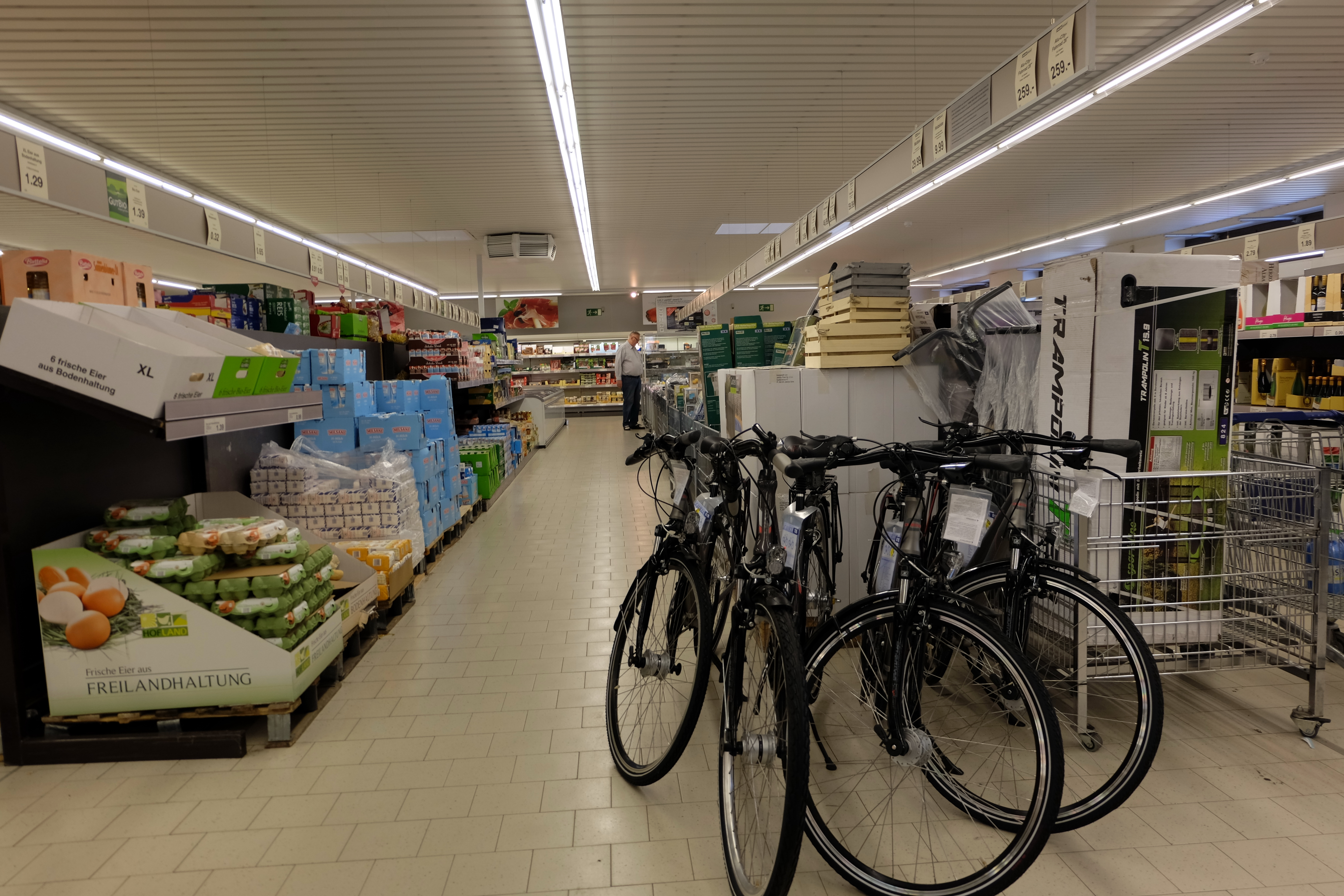

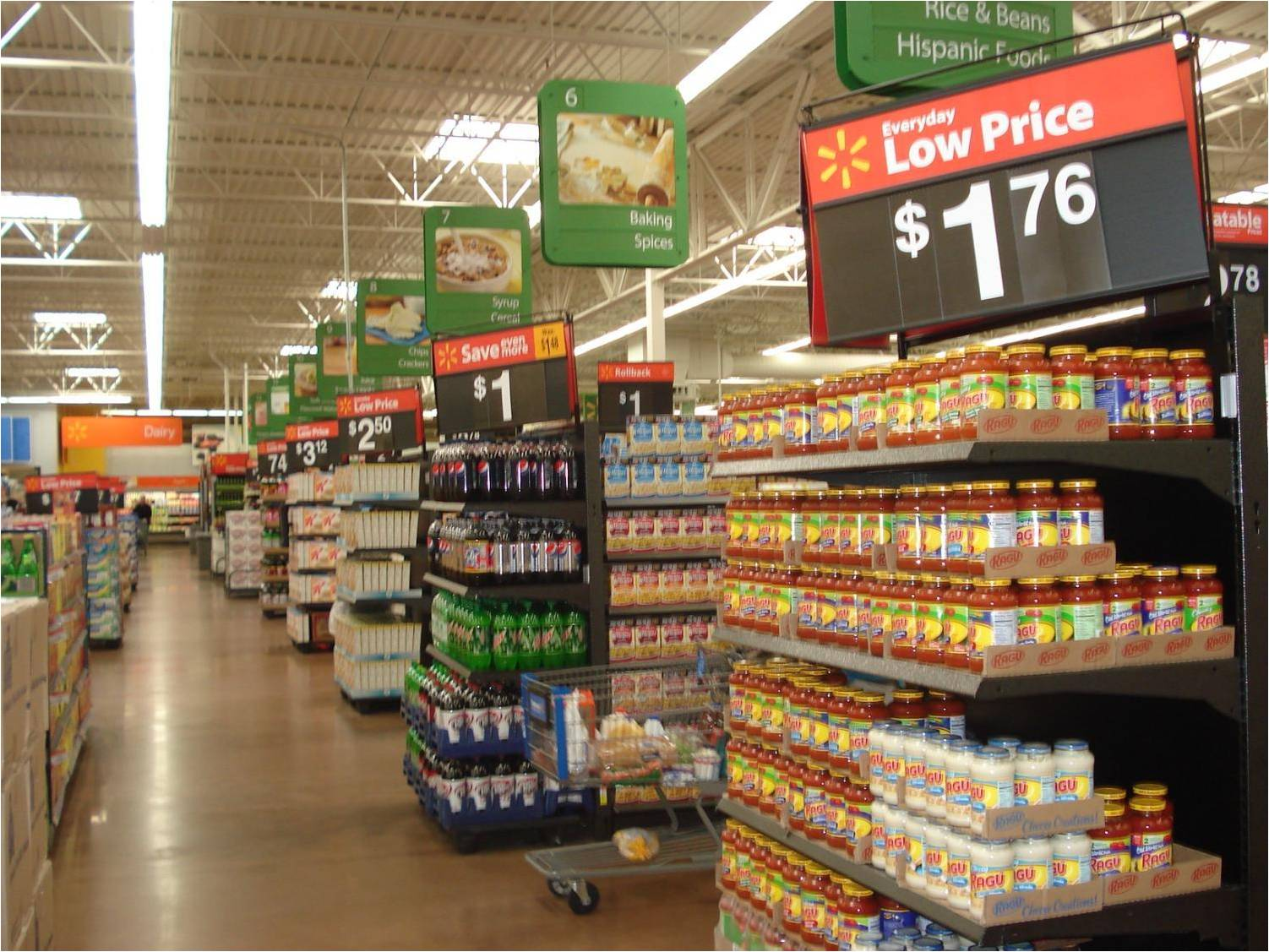
شعبه والمارت

فروشگاه تخفیف یا «ارزان فروشی» (به انگلیسی: Discount store) فروشگاه خرده فروشی است که به صورت دائم کالاهای مختلف را با قیمت‌های پایین‌تر از معمول بازار به مشتریان عرضه می‌کند. امروزه این فروشگاه‌ها مواد غذایی تازه، وسایل الکترونیکی، انواع کفش و لباس، سیم کارت تلفن همراه، سفرهای توریستی و بسیاری اجناس و خدمات دیگر را عرضه می‌کنند.

## روش کار
خرید کلان با قیمتهای تثبیت شده طی قراردادهای سنگین دراز مدت و در نتیجه اعمال تخفیف حداکثری در خرید کل از روش‌های مدیریت این فروشگاه‌ها است.
شعبه‌های این فروشگاه‌ها، کمی دور تر از مراکز شهرها (بخاطر قیمت اجاره یا قیمت زمین و ساختمان) دارای مساحت نسبتاً بزرگ و فضایی ساده و روشن هستند. روش‌های عمده این فروشگاه‌ها داشتن قفسه‌های پر و لبریز (نچیدن رسمی و وقت گیر اجناس در طاقچه قفسه‌ها بلکه قراردادن کارتن باز شده در قفسه)، همه‌کاره بودن (همه فن حریف) خدمه طبق قرارداد استخدامی، (یعنی هر کارمندی از زمین شویی و رفتگری گرفته تا مشورت با مشتریان و صندوق داری را به عهده دارد و مدیر شعبه نیز اولی بین برابرها محسوب می‌شود و در هر کاری همیاری می‌کند) هستند و این ویژگی‌های عمده در انتها عامل صرفه جویی چشمگیری در هزینه‌ها می‌گردند.
اکثر این فروشگاه‌های زنجیره‌ای طبق روال مدرن امروزی و بخاطر رقابت بسیار سنگین بین رقبا، هرگونه کالای فاسد نشدنی را طی مدت خاصی بدون هیچگونه چون و چرا در صورت تمایل مشتری پس گرفته و پول مشتری را پس می‌دهند. البته کالاهای فاسد شدنی نیز در صورت عیب و ایراد فوراً پس گرفته می‌شوند. چیدمان قفسه‌ها و کال‌های این فروشگاه‌ها با روش ویژه بازاریابی (تکیه بر عادت‌های انسانها) به نحوی ساماندهی می‌شود که مشتری در فروشگاه برعکس عقربه‌های ساعت بگردد و راحت بتواند با دست راست خود اجناس را آسان(!) از قفسه‌ها بردارد. اجناس گرانتر در بالا و روبروی چشم مشتری و اکثراً در سمت راست راهروها (خرید اجناس از روی هوس و اختیاری) و اجناس ارزانتر در پایین قفسه‌ها و اکثراً در سمت چپ راهروها (خرید مایحتاج الزامی / نان، قند، شکر، نوشیدنی، کره، پنیر...) قرار دارند.
در حال حاضر دو شرکت آلدی از نظر تعداد شعبه‌ها بزرگترین خرده فروش جهان (رتبه‌بندی؛ ژوئن ۲۰۱۵) با بیش از ۱۰٬۰۰۰ شعبه در سراسر جهان هستند (وال‌مارت دارای ۸٫۵۰۰ شعبه است).

## در ایران
چند سالیست برخی بازرگانان در ایران سعی دارند الگوی فروشگاه‌های تخفیفی را پیاده کنند. این تلاش‌ها گاه در سطح تک دکان از نوع «حاجی ارزونی» بوده و گاه توانسته‌اند تعداد انگشت شماری شعبه برپا کنند که این هنوز برای خرید کلان و تعیین قیمت‌های چشمگیر کفاف نمی‌دهد.
همچنین از اواسط اسفندماه ۱۳۹۶، وب‌سایتی اینترنتی در ایران آغاز به کار کردکه نحوهٔ فعالیت آن با این مدل از فروش شباهت بسیاری دارد. این فروشگاه اینترنتی با نام «وان دی آف»، کالاهای متنوعی را با تخفیف‌های چشمگیر عرضه می‌کند و به کاربران خودتنها ۲۴ ساعت برای خرید هر محصول فرصت می‌دهد. موجودی غالب محصولات این فروشگاه اینترنتی پیش از پایان ۲۴ ساعت به اتمام می‌رسند.